# Martadi
Martadi is een dorpscommissie (Engels: village development committee, afgekort VDC; Nepalees: panchayat) in het noordwesten van Nepal, en tevens de hoofdplaats van het district Bajura. De dorpscommissie telde bij de volkstelling in 2011 8807 inwoners.